# 一世一代時代組
一世一代時代組（いっせいいちだいじだいぐみ）は、2007年に結成された日本の劇団。路上のゴミ拾いをパフォーマンスにして行う「ゴミ拾い侍」で話題となっている。

## 概要
創設者である後藤一機（ごとう いっき）は、1980年代に東京都原宿の歩行者天国でストリートパフォーマンスを行っていた。しかし、ゴミのポイ捨て問題が原因となって歩行者天国は廃止となる。後藤は若者が作り上げた文化を若者自身が壊してしまうことに哀しみを覚えた。
後年、札幌市に行った後藤は、吹雪の中でボランティアでゴミ拾いをしている人達の姿を見た際、ゴミを拾う火ばさみが刀に見えたことに着想を得て、ゴミ拾いを行うストリートパフォーマンス集団「一世一代時代組」を2007年に結成した。
2016年には、後藤が殺陣を指導する専門学校の生徒らを中心に東京都渋谷区で参加者を募り、一世一代時代組 東京支部を結成。時代組婆沙羅（ゴミ拾い侍）のパフォーマンスを繰り広げた。デニム生地の着物にブーツ姿、火ばさみを刀代わりに腰に佩き、かごや日の丸模様のちりとりを背負って、ゴミを拾ってポーズを決める姿は、特に外国人観光客からは好評である。

## 影響
パフォーマンスを撮影した動画はTwitterで拡散され、1日で8万件以上リツイート、9万件以上「いいね」されたこともある。
YoutubeやTikTok等、SNSを通じた配信、イベント出演、学校での特別授業等、様々な地域場面で発信、活動を行っている。
TikTokフォロワー数：72万人　　動画総再生数：2億回以上

2016年12月にはアメリカ合衆国の国営放送であるボイス・オブ・アメリカのFacebookで動画が紹介され、2017年10月時点で、240万回再生、1.3万いいね、2.9万シェアされた。
- 2012年、札幌市「若者の街づくり参加促進大使」に任命される[1]。
- 2016年、環境省リデュース・リユース・リサイクルの3R推進大使「Re-styleサポーター」に任命される[1]。
- 2017年、京都府下京警察署主催：祇園祭にて、ゴミ拾い、環境美化啓発パフォーマンスを披露。

2016 年 6 月 東京都福生市役所主催 : 多摩川中央公園で開催された｢ふっさ環
境フェスティバル｣にて、ゴミ拾い・チャンバラパフォーマンスを披露。
2017 年 5 月 サッカー JFL リーグ東京武蔵野シティ FC 主催 : 武蔵野陸上 競
技場で開催された「侍★ゴミ拾ウォーズ」にて、ゴミ拾い・ハーフタイム ショー
を披露。
2017 年 10 月 環境省主催 : イオンモール幕張新都心で開催された｢Re-style 
Fes｣で、3R 啓発ステージ演劇を披露。
2017 年 11 月 NHKE テレ 『みんなの 2020 バンバンジャパーン !』に出演 
2018 年 4 月 公益財団法人 東京都公園協会 代々木公園サービスセンター主
催 : 代々木公園にて「桜花期ごみ対策キャンペーン ､ ｣にて､ゴミ拾い・チャン
バラパフォーマンスを披露。
2018年 5月 岡山県美作市｢武蔵の里｣で開催された武蔵の里大原観光 協会主
催｢鎌坂峠つつじまつり｣にて､パフォーマンスショー｢THE MUSASHI｣を披露
2018 年 6 月 環境省主催 :｢エコライフ・フェア 2018」､代々木公園野外 音楽
堂にて、ゴミ拾い・チャンバラフォーマンスを披露。 
2018年10月 浅草警察署:浅草中心街にて実施された「全国地域安全 運動キャ
ンペーン・環境浄化活動」にて、ゴミ拾いパフォーマンスを披露。 
2019 年 3 月 日テレ NEWS24 出演 
2019 年 6 月 環境とやま県民会議総会及び｢エコライフ・アクト大会｣に 出演 
2019 年 7 月 テレビ朝日『サンデー LIVE!!』の 1 コーナー『TOKYO 応援 宣
言』に出演 
2019 年 9 月 初のワンマンライブパフォーマンスショー｢大馬鹿祭｣を秋葉原
CLUB GOODMAN にて開催 ※協力 : 千葉テレビ放送株式会社、 南房総市
2019 年 10 月 NHKE テレ｢天才てれびくん YOU｣に出演
2021 年 11 月 NHK テレ｢沼にハマってきいてみた｣に出演
2022 年 3 月 日テレ｢1 億人の大質問！？笑ってコラえて！｣に出演
2022 年 4 月 東京都豊島区｢としま” まちキレイ” 推進大使」・「豊島区国際アー
トカルチャー匿名大使｣に任命
2023 年 5 月 「下北沢駅前広場プロジェクト応援アンバサダー」「下北沢 環境
美化大使」に任命

## リリース
シングル
　2021年5月
１．大馬鹿野郎の讃歌（音源発売）
２．へたくそな愛の詩（音源発売）

マキシングル
奇跡の雑草(はな)/ゴミの詩〜僕らには名前があった〜
SPACE SHOWER MUSICより発売。
1. 奇跡の雑草
2. ゴミの詩〜僕らには名前があった〜

ミニアルバム
わっしょい
1. ゴミの詩〜僕らには名前があった〜
2. 喝!
3. 熱い月
4. 奇跡の雑草
5. 願い
6. わっしょい

　　　